# 6711 Holliman
6711 Holliman è un asteroide della fascia principale. Scoperto nel 1989, presenta un'orbita caratterizzata da un semiasse maggiore pari a 2,5639122 UA e da un'eccentricità di 0,1200061, inclinata di 14,73221° rispetto all'eclittica.